# Sławomir Tabkowski
Sławomir Jerzy Tabkowski (ur. 9 stycznia 1940 w Wasiliszkach, zm. 3 kwietnia 2025) – polski socjolog, dziennikarz, wydawca i nauczyciel akademicki.

## Życiorys
Urodził się w rodzinie nauczycielskiej. Po ekspatriacji od 1948 do 1957 roku przebywał w Nowym Sączu. Ukończył I Liceum Ogólnokształcące im. Jana Długosza w Nowym Sączu (1957) oraz socjologię na Uniwersytecie Jagiellońskim (1967). W 1975 otrzymał stopień doktora nauk humanistycznych. Był działaczem młodzieżowym – m.in. wiceprzewodniczącym ds. propagandy Zarządu Wojewódzkiego ZMS w Krakowie, a także członkiem Polskiej Zjednoczonej Partii Robotniczej od 1960 do 1990, a później członkiem Socjaldemokracji Rzeczypospolitej Polskiej.
W latach 1974–1983 był redaktorem naczelnym Krajowej Agencji Wydawniczej w Krakowie, od 1983 do 1988 „Gazety Krakowskiej”. Od 1983 był członkiem Plenum Komitetu Krakowskiego PZPR. W lipcu 1986 na X Zjezdzie PZPR został członkiem Komitetu Centralnego PZPR (w KC PZPR był do stycznia 1990). W latach 1987–1989 był kierownikiem Wydziału Propagandy Komitetu Centralnego PZPR, a w 1989 kierownikiem Wydziału Polityki Informacyjnej KC PZPR. W latach 1989–1990 był prezesem RSW Prasa-Książka-Ruch. 28 listopada 1988 wszedł w skład Honorowego Komitetu Obchodów 40-lecia Kongresu Zjednoczeniowego PPR – PPS – powstania PZPR.
Po zakończeniu działalności politycznej był dyrektorem Firmy Wydawniczej Trans-Krak (1991-2002). Od 2002 do 2006 był prezesem Zarządu Polskiego Wydawnictwa Muzycznego SA w Krakowie. Od 1967 roku był nauczycielem akademickim – m.in. docentem i kierownikiem katedry dziennikarstwa i komunikacji społecznej w MWSZ w Krakowie (2005–2007). W latach 2002-2018 był członkiem komitetu redakcyjnego „Rocznika Sądeckiego.
Był współzałożycielem i członkiem władz klubu „Kuźnica” w Krakowie. Uczestniczył w obradach Okrągłego Stołu po stronie rządowej, w zespole do spraw środków masowego przekazu, pomysłodawcą i współtwórcą Festiwalu Muzyki Polskiej w Krakowie (od 2005). Był redaktorem kilkuset pozycji wydawniczych, m.in. pierwszego barwnego albumu o Krakowie Krakowskie pejzaże, Fotografie dawnego Krakowa, Widoki dawnego Lwowa i Krakowa oraz reprintu dzieła średniowiecznego z Krakowa Codex Picturatus Baltazara Behema. Był autorem artykułów prasowych, opracowań oraz koncepcji programowych, a także prac naukowych, m.in.: Portret nowosądeckich maturzystów AD 2010. Szkic socjologiczny, „Wiadomości Sądeckie”. Studium historyczno-prasoznawcze, książki prasoznawczo-pamiętnikarskiej „Gazeta Krakowska” w antrakcie. Wspomnienia redaktora, oraz zbioru artykułów A dzwony dzwonią, dzwonią. Komentarze współczesności. Był felietonistą „Dziennika Trybuny”.
Zmarł 3 kwietnia 2025.

## Odznaczenia i nagrody
- 1971: Złoty Krzyż Zasługi[12]
- 1977: Odznaka „Zasłużony Działacz Kultury”[13]
- 1981: Krzyż Kawalerski Orderu Odrodzenia Polski[14]
- 1989: Krzyż Oficerski Orderu Odrodzenia Polski[15]
- 2006: Odznaka „Honoris Gratia”[16][17]